# Le Chien errant
 (octobre 2017).
Le Chien errant (en persan : سگ ولگرد) est une nouvelle de Sadegh Hedayat, publiée pour la première fois en 1941 à Téhéran, avec sept autres nouvelles dans un recueil du même titre.
L'histoire raconte la vie d'un chien nommé Pât, de race écossaise, abandonné de tous, dénué d'intérêt.
Ce personnage principal est assimilé à un être humain. Il devient la métaphore de l'écrivain, rejeté par la société, en raison de son originalité et de son anticonformisme.